# Bychów
Bychów (biał. Быхаў, Bychaŭ, ros. Быхов) – miasto rejonowe na wschodniej Białorusi, w obwodzie mohylewskim, położone nad Dnieprem, 44 km na południe od Mohylewa, stolica rejonu bychowskiego. Ludność 17 tys. mieszkańców (2010). Określany też w literaturze jako Stary Bychów.
Znajduje tu się stacja kolejowa Bychów, położona na linii Orsza – Mohylew – Żłobin.

## Historia
Pod koniec XVI wieku był to ośrodek dóbr hetmana wielkiego litewskiego Jana Karola Chodkiewicza, który w 1611 roku polecił „sypać” wały zamku wznoszącego się na brzegu Dniepru, na co przywilej wydał król Zygmunt III Waza. W zamierzeniach hetmana Bychów miał być głównym ośrodkiem ordynacji, którą chciał powołać (bezskutecznie). Intensywną rozbudowę fortyfikacji prowadzono z polecenia Chodkiewicza w latach 1611–1619, ale ostateczny kształt umocnieniom nadał marszałek wielki litewski Jan Stanisław Sapieha, który wszedł w jego posiadanie około 1624 roku dzięki małżeństwu z Anną Scholastyką, córką Chodkiewicza. W 1628 roku Jan Stanisław Sapieha zmodernizował fortyfikacje bastionowe otaczające miasto i ukończył budowę zamku stawiając obok niego wieżę ze złotym krzyżem. W konsekwencji miasto stało się otoczoną nowoczesnymi fortyfikacjami twierdzą systemu staroholenderskiego (ziemny wał wzmocniony 5 bastionami i 6 rawelinami). Położony w głębi miasta zamek posiadał odrębne umocnienia – kamienne mury i otaczający je ziemny wał z bastionami, jednak w porównaniu z fortyfikacjami miejskimi, zamek miał mniejsze znaczenie obronne i przede wszystkim miał być centrum administracyjnym i reprezentacyjnym. Do obrony Bychowa w razie potrzeby Sapiehowie zaciągali oddziały zaciężne do 1000 ludzi, utrzymywane z reguły z ich prywatnego skarbu, a w miejscowym arsenale zgromadzono silną artylerię. Dzięki temu powstała, obok Słucka i Lachowicz, jedna z najsilniejszych twierdz w północno-wschodniej części Rzeczypospolitej Obojga Narodów.

### Oblężenie w 1648 roku
W 1648 roku twierdza w Bychowie odparła oblężenie Kozaków pod dowództwem F. Harkuszy.

### Oblężenie w 1654 roku

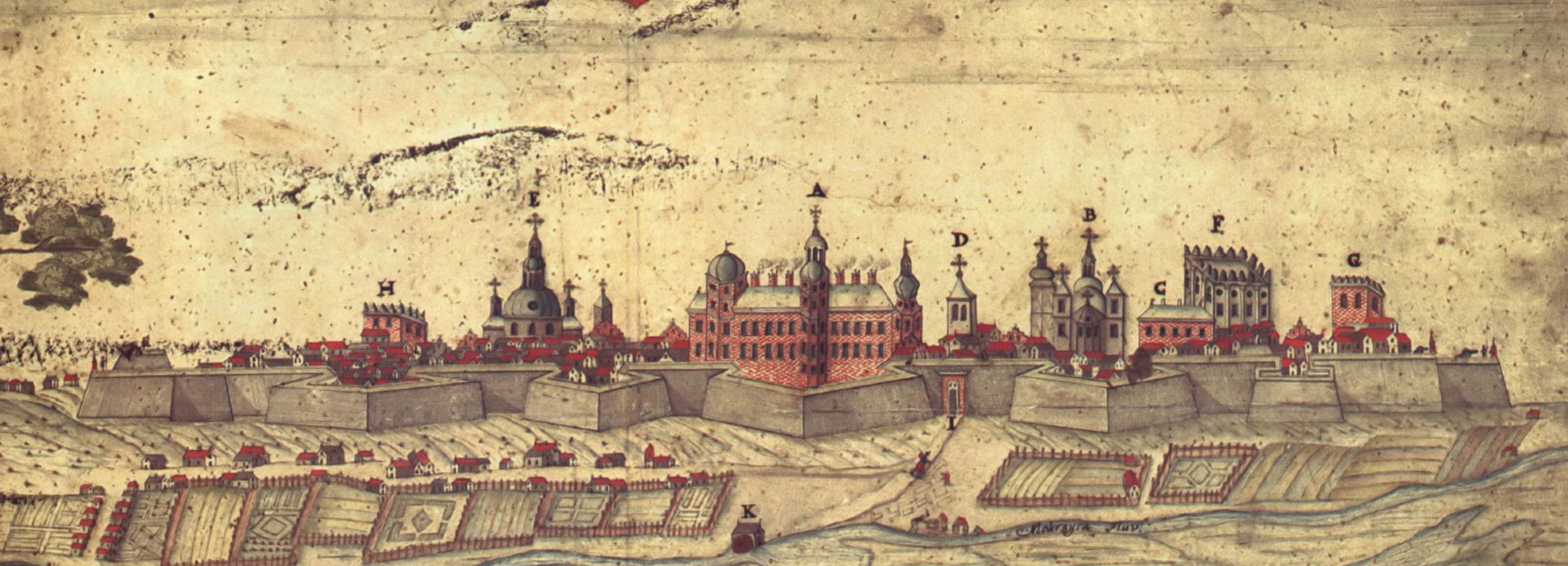
Bychów w połowie XVII wieku

Podczas kampanii letniej wojny polsko-rosyjskiej Bychów znalazł się w 1654 roku w pasie działań liczącego około 20 tys. żołnierzy korpusu kozackiego dowodzonego przez pułkownika Iwana Zołotareńkę. Po zajęciu Nowego Bychowa, 8 września 1654 roku Kozacy rozpoczęli oblężenie Bychowa, który miał stać się głównym ośrodkiem opanowanych przez nich obszarów. Załogę twierdzy stanowiło: 2000 mieszczan, 600 żołnierzy zaciężnych, 200 hajduków, 100 dragonów, 300 szlachty i około 1000 Żydów, artyleria składała się z 4 dział ciężkich i 26 polowych. Obrońcy Bychowa nie ograniczali się do działań defensywnych i podczas trwającego od 8 września do 26 listopada 1654 roku oblężenia dokonywali licznych wypadów na pozycje Kozaków, zadając im dotkliwe straty. Zołotarenko nie odważył się podjąć w tym czasie żadnego szturmu na miasto i ograniczył się do blokady, licząc na to, że odcięci od zaplecza i pozbawieni nadziei na odsiecz obrońcy w końcu zdecydują się na kapitulację. Niepowodzenia, duże straty zadawane przez obrońców, nadejście pory zimowej i konflikty z oddziałami moskiewskimi spowodowały, że w końcu listopada zdecydował się na przerwanie oblężenia i odszedł na leże zimowe do położonego około 20 kilometrów na południe Nowego Bychowa. W dniu 28 grudnia pod Bychów dotarły oddziały woluntarskie Samuela Oskierki.
Obrona ta odbiła się głośnym echem w ówczesnej Rzeczypospolitej, a król Jan Kazimierz, aby wynagrodzić mieszczan za mężną postawę, w dniu 31 maja 1655 uwolnił Bychów od podatków na dwadzieścia lat.

### Oblężenie w 1655 roku
Wobec skupienia się od 16 lutego 1655 roku armii Rzeczypospolitej na oblężeniu Mohylewa, na przełomie kwietnia i maja 1655 kozackie oddziały Iwana Zołotarenki opuściły Nowy Bychów i w połowie maja rozpoczęły drugie oblężenie Bychowa, którego załoga wiosną 1655 została wzmocniona przez Kazimierza Leona Sapiehę nowymi regimentami dragonii i piechoty, częściowo opłacanymi ze skarbu Rzeczypospolitej. Miasto odrzuciło propozycję kapitulacji i stawiło Kozakom zacięty opór. W związku z widmem przedłużającego się oblężenia pod Bychowem pozostał jedynie pułkownik borżniański Jachno Korobko z częścią piechoty, blokując załogę. Do zdobycia twierdzy nie przyczynił się nawet trzytygodniowy pobyt pod nim 10 tys. korpusu Aleksego Trubeckiego w lipcu i sierpniu 1655 roku, ponieważ obrońcy bohatersko odpierali kolejne ataki, zadając przeciwnikowi duże straty. W trakcie tego oblężenia w dniu 17 października 1655 od ognia obrońców zginął sam Iwan Zołotoreńko.
Sejm 1655 roku wydał konstytucję „Securitas Bychowa”, w której postanowiono wzmocnić załogę tego zamku, utrzymywanego przez podkanclerzego litewskiego Kazimierza Leona Sapiehę – 300 żołnierzami piechoty niemieckiej, opłacanymi z państwowego skarbu Wielkiego Księstwa Litewskiego oraz zwolniono miasto na 20 lat z opłat podatkowych.

### Oblężenie w 1659 roku
W czerwcu 1659 roku wojska moskiewskie pod dowództwem Iwana Iwanowicza Łabanowa Rostowskiego i Siemiena Zmijewa rozpoczęły oblężenie twierdzy, której jednak nie były w stanie zdobyć przez kilka miesięcy. Stary Bychów aż do grudnia 1659 pozostawał niezwyciężoną fortecą, stanowiąc jedyną enklawę władzy Rzeczypospolitej nad Dnieprem, a postawa jego załogi na dziesięciolecia stała się przykładem dla kolejnych pokoleń. Twierdza została opanowana przez wojska moskiewskie na skutek zdrady dopiero w dniu 14 grudnia 1659 roku. Dowodzący obroną pułkownik kozacki Iwan Nieczaj został przez Rosjan zesłany na Syberię. Jednak już zimą 1660/61 twierdzę odzyskały wojska polskie pod wodzą Stefana Czarnieckiego.

### Oblężenie w 1707 roku
Podczas wojny północnej twierdza – będąca w posiadaniu Kazimierza Jana Sapiehy, który był stronnikiem Stanisława Leszczyńskiego – została zdobyta przez generała Krzysztofa Sienickiego herbu Bończa. Później Sienicki przeszedł na stronę króla szwedzkiego Karola XII, w związku z czym twierdza była oblegana w 1707 (1709?) i zdobyta przez wojska rosyjskie.
Po tych wydarzeniach zamek znajdujący się w obrębie twierdzy przebudowano na barokowy pałac z wieżą zegarową.
W 1772 r. po I rozbiorze Rzeczypospolitej miasto zostało zajęte przez Rosję.
W 1917 roku w Bychowie mieściło się więzienie rosyjskiego rządu Kiereńskiego dla rosyjskich generałów, m.in. Ławra Korniłowa, Antona Denikina.
Po traktacie ryskim w 1921 roku Bychów znalazł się w ZSRR.
We wrześniu 1941 r. Niemcy rozstrzelali pod miastem, nad rzeką Dniepr 4000 Żydów z Bychowa oraz okolic.

### II wojna światowa
Podczas okupacji hitlerowskiej, we wrześniu 1941 roku Niemcy utworzyli getto dla żydowskich mieszkańców. Przebywało w nim około 7000 osób. Zimą 1941 roku Niemcy zlikwidowali getto, a Żydów zamordowali niedaleko wsi Woronino. Sprawcami zbrodni byli policjanci z 322 rezerwowego batalionu policji, pułk policji Mitte oraz białoruska policja. Latem 1943 roku, by zatrzeć ślady zbrodni Niemcy wykorzystując sowieckich więźniów rozkopali groby a zwłoki spalili.

## Zabytki
- synagoga – z poł. XVII w. – w stylu późnego renesansu, przebudowana w XX w. Obecnie jako magazyn.
- zamek w Bychowie z około 1620 roku – teren ogrodzony i zarośnięty, na wysokiej skarpie nad rzeką, ok. 2 km od dworca kolejowego. Zamek rozpoczął budować Jan Karol Chodkiewicz około 1620 roku, a po jego śmierci budowę ukończył w 1628 roku Jan Stanisław Sapieha[2]. W okresie późniejszym zamek został przebudowany na barokową rezydencję i ponownie przebudowany gruntownie w XIX w. Do współczesnych czasów zachował się korpus pałacu i mury obronne, dawne koszary, narożna wieża. Obecnie zamek używany jest przez zakład przemysłowy.
- cerkiew prawosławna Trójcy Świętej z XIX wieku
- cerkiew prawosławna Kazańskiej Ikony Matki Bożej z 1904 roku[8]
- muzeum historyczno-krajoznawcze (archeologia, historia, przyroda) w budynku obok pałacu
- klasztor Kanoników Regularnych Laterańskich, obecnie siedziba Państwowego Przedsiębiorstwa Leśnego

## Galeria

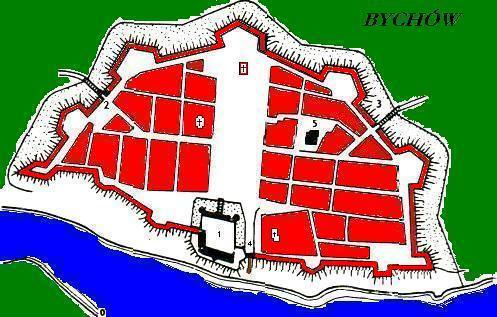
Twierdza w Bychowie
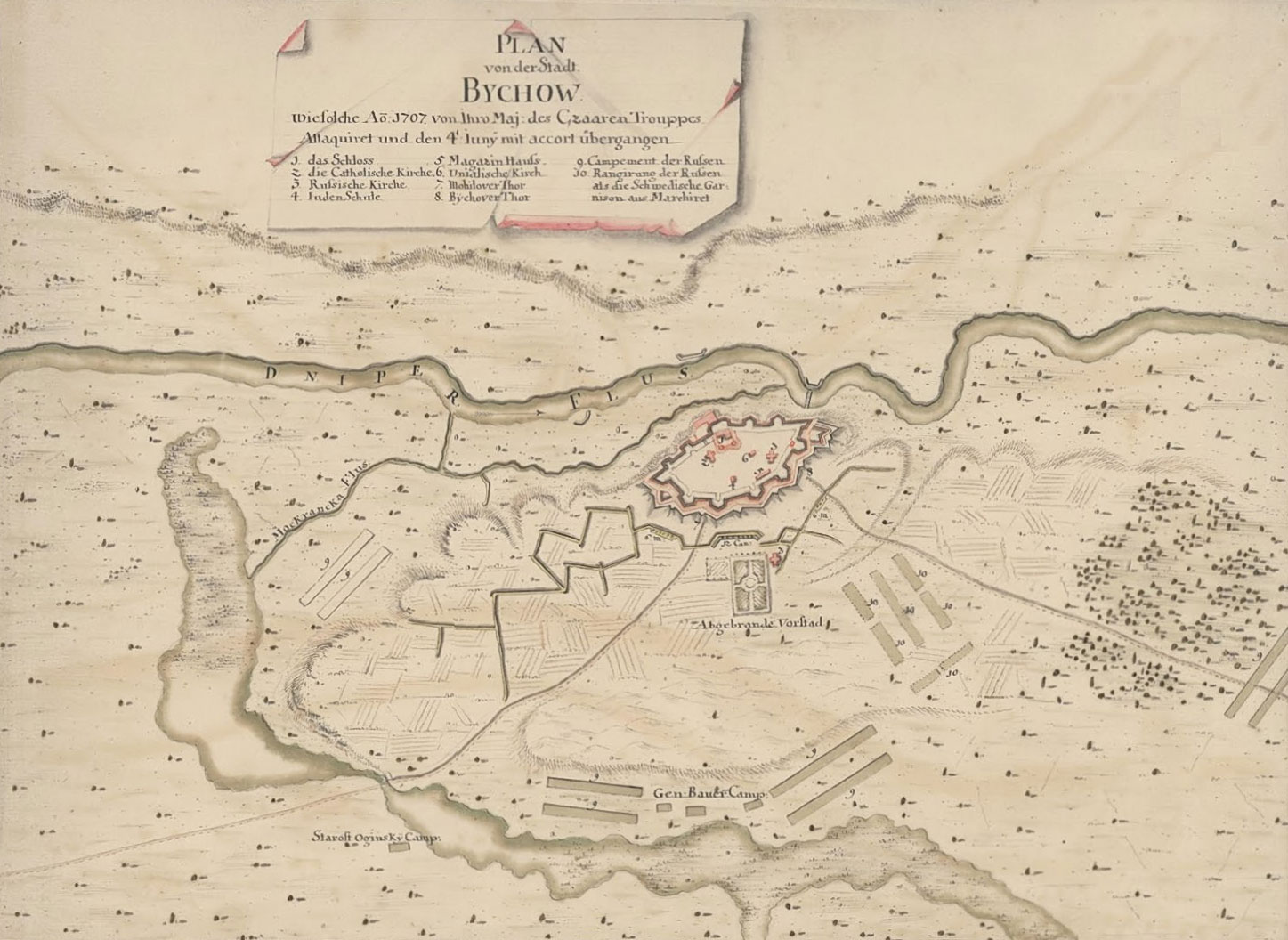
Bychów – plan z 1707 r.
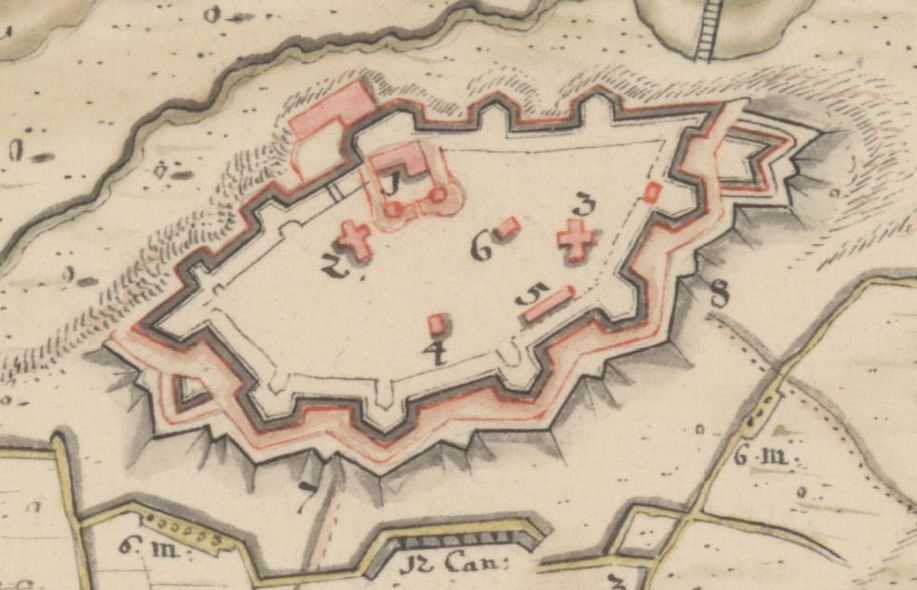
Bychów w 1707 r.
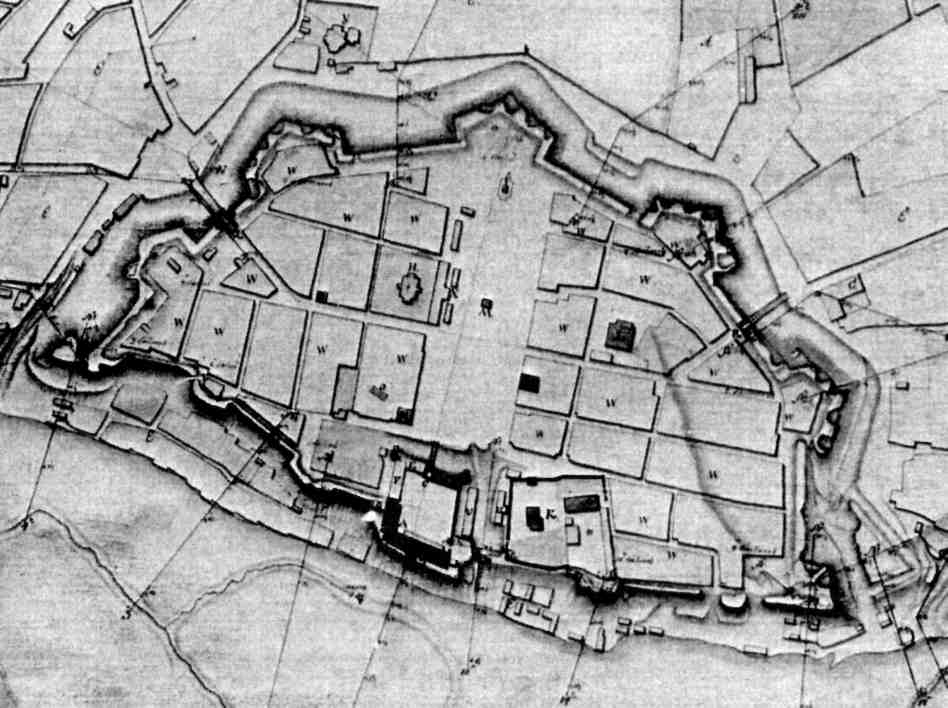
Bychów w 1781 r.
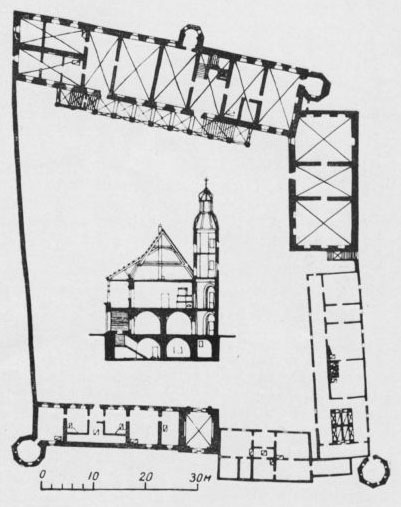
Plan zamku
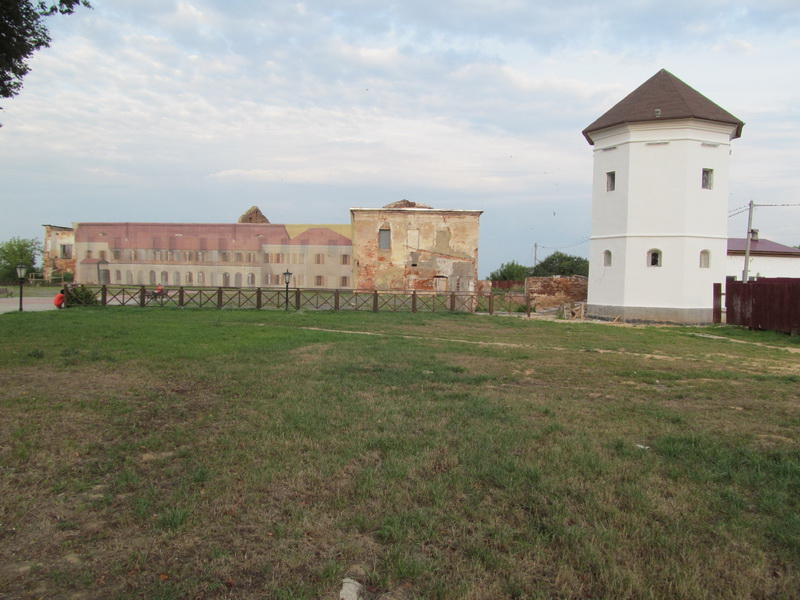
Zamek w Bychowie
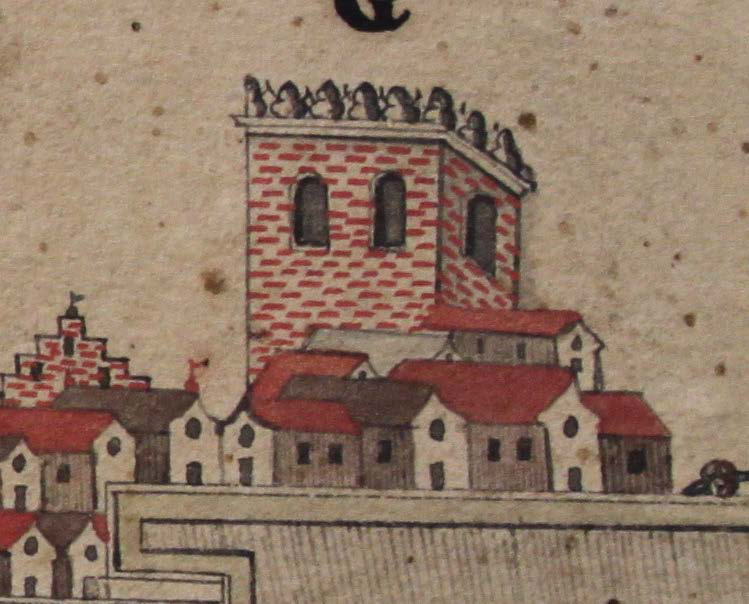
Brama Mohylewska w 1648 r.
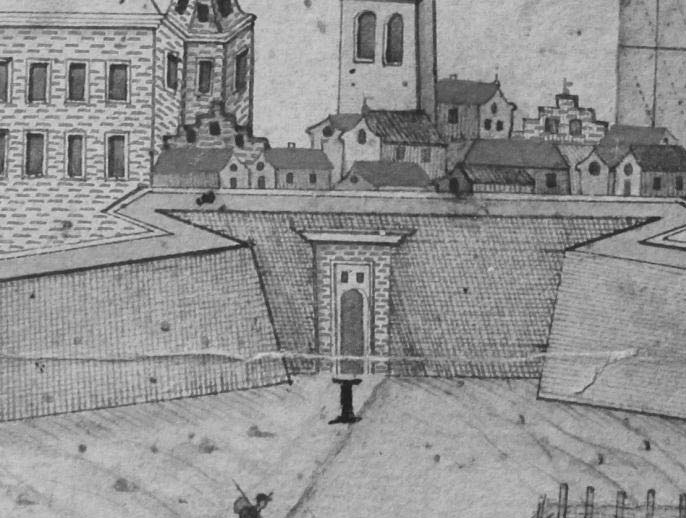
Brama Dnieprzańska (Dolna) w 1648 r.
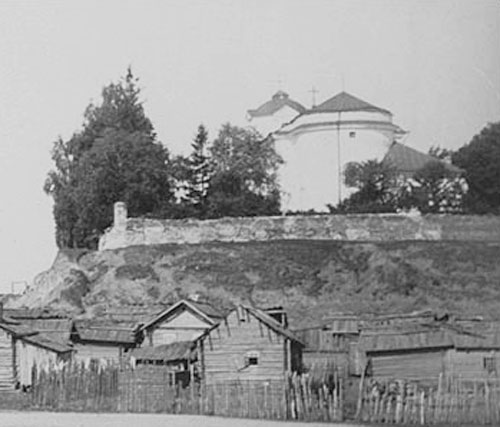
Kościół Niepokalanego Poczęcia NMP w XIX w.
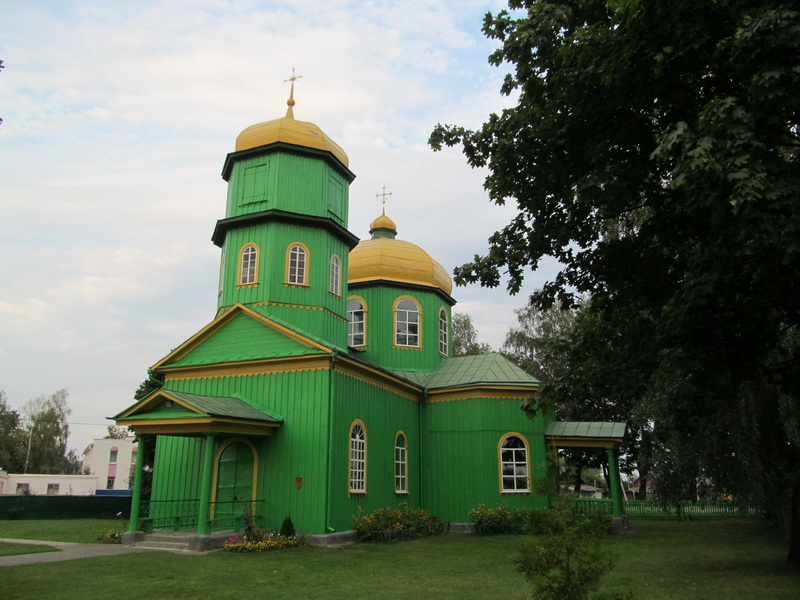
Cerkiew Trójcy Świętej
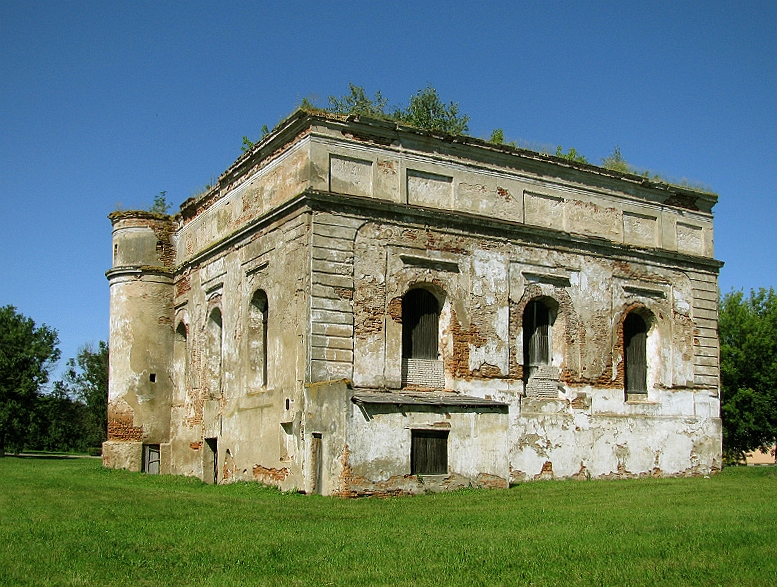
Synagoga